# Schildmaid von Birka
Als Schildmaid von Birka (auch Kriegerin von Birka) wird eine Person bezeichnet, deren skelettierte Überreste in der Grabkammer Bj 581 in Birka (Schweden) gefunden wurden. Aufgrund der Waffenbeigaben gingen Archäologen zunächst davon aus, dass es sich um das Grab eines bedeutenden Kriegers handele. Eine osteologische Analyse im Jahr 2014 und ein DNA-Test im Jahr 2017 ergaben jedoch, dass die Überreste des Skeletts nicht von einem Mann, sondern von einer Frau stammen.

## Archäologische Befunde

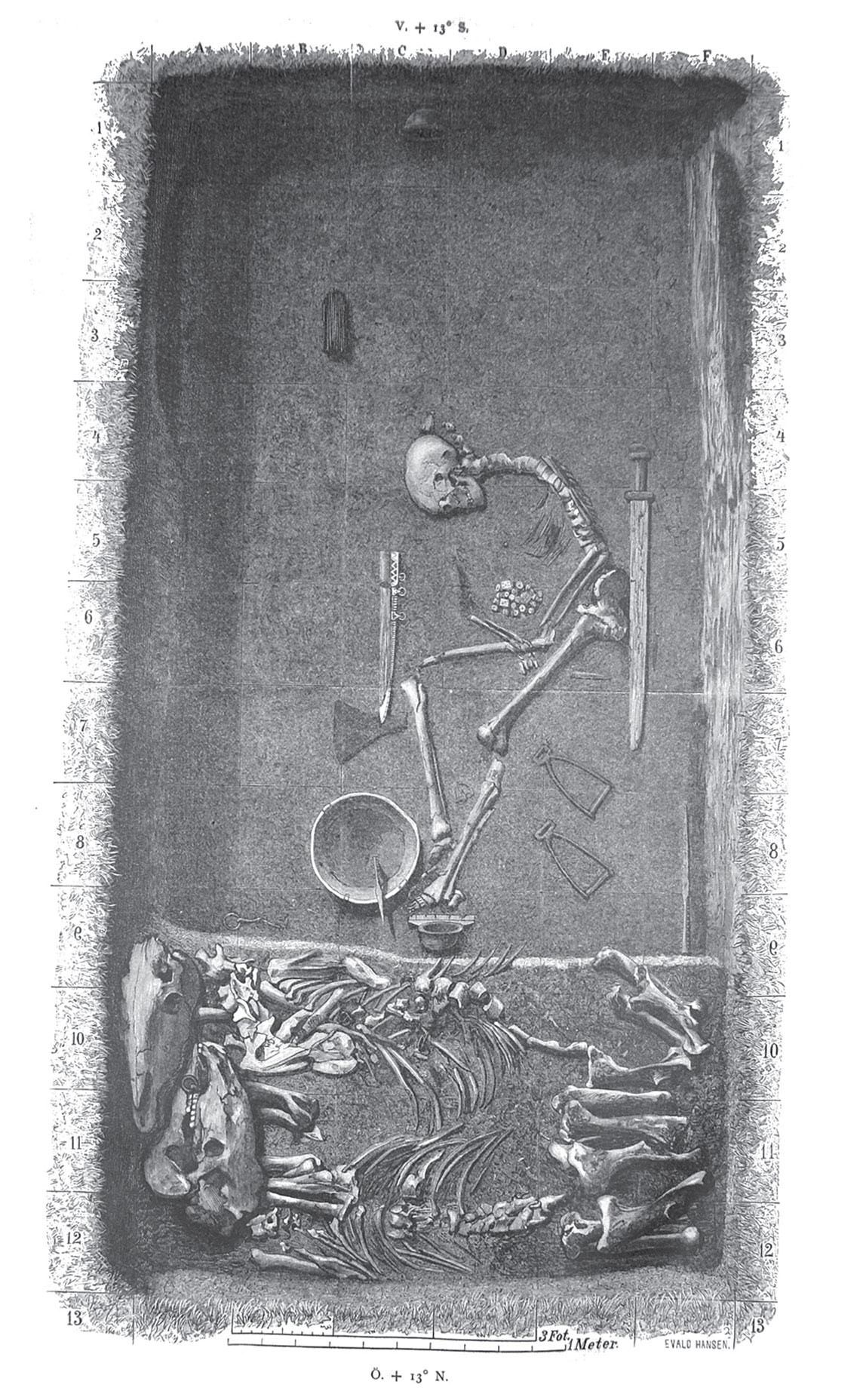
Zeichnung des Grab Bj 581 in Birka, Schweden, veröffentlicht 1889

Das Grab Bj 581 wurde erstmals in den 1870er Jahren von dem Archäologen Hjalmar Stolpe dokumentiert und veröffentlicht. Stolpe hatte 1100 Ausgrabungen von Gräbern in Birka veranlasst und beschrieb Bj 581 bei der Königlichen Akademie als eines der außergewöhnlichsten Gräber in dem Gebiet.
Das durch Anne-Sofie Gräslund näher skizzierte Grab Bj 581 war eine im Untergrund gelegene Grabkammer aus Holz, mit einer Länge von 3,45 Metern und einer Breite von 1,75 Metern. In ihr befanden sich ein menschliches Skelett, zwei Pferdeskelette, eine große Anzahl an Waffen sowie ein Beutel mit Spielsteinen, einem Würfel und einem Spielbrett. Das Skelett war von einer ursprünglich sitzenden Position zur Seite gefallen. Die Kleidung der Toten bestand aus mit Silberfäden dekorierter Seide. Die Waffen bestanden aus einem Schwert, einer Axt, einem Speer, Pfeilen, die auch Rüstungen durchbrechen konnten, einem Sax, zwei Schilden und zwei Steigbügeln. Bei den Pferden handelte es sich um eine Stute und einen Hengst. Die Pferde wurden auf ihrem Bauch und mit gefalteten Beinen positioniert. Außerdem wurden Teile gefunden, die zu einem Spiegel gehören könnten. 
Das Grab befindet sich am äußeren Bereich des Grabfeldes, außerhalb des Nordtors der befestigten Struktur auf einem Hügel und angrenzend zu dem vom Wald in die Stadt führenden Hauptweg. Es liegt von allen Gräbern am westlichsten auf einem hohen Steinfelsen, von dem man auf einen See herunterblicken kann. Zusätzlich wurde das Grab mit einem von der Siedlung und vom See aus gut sichtbaren großen Felsen markiert.

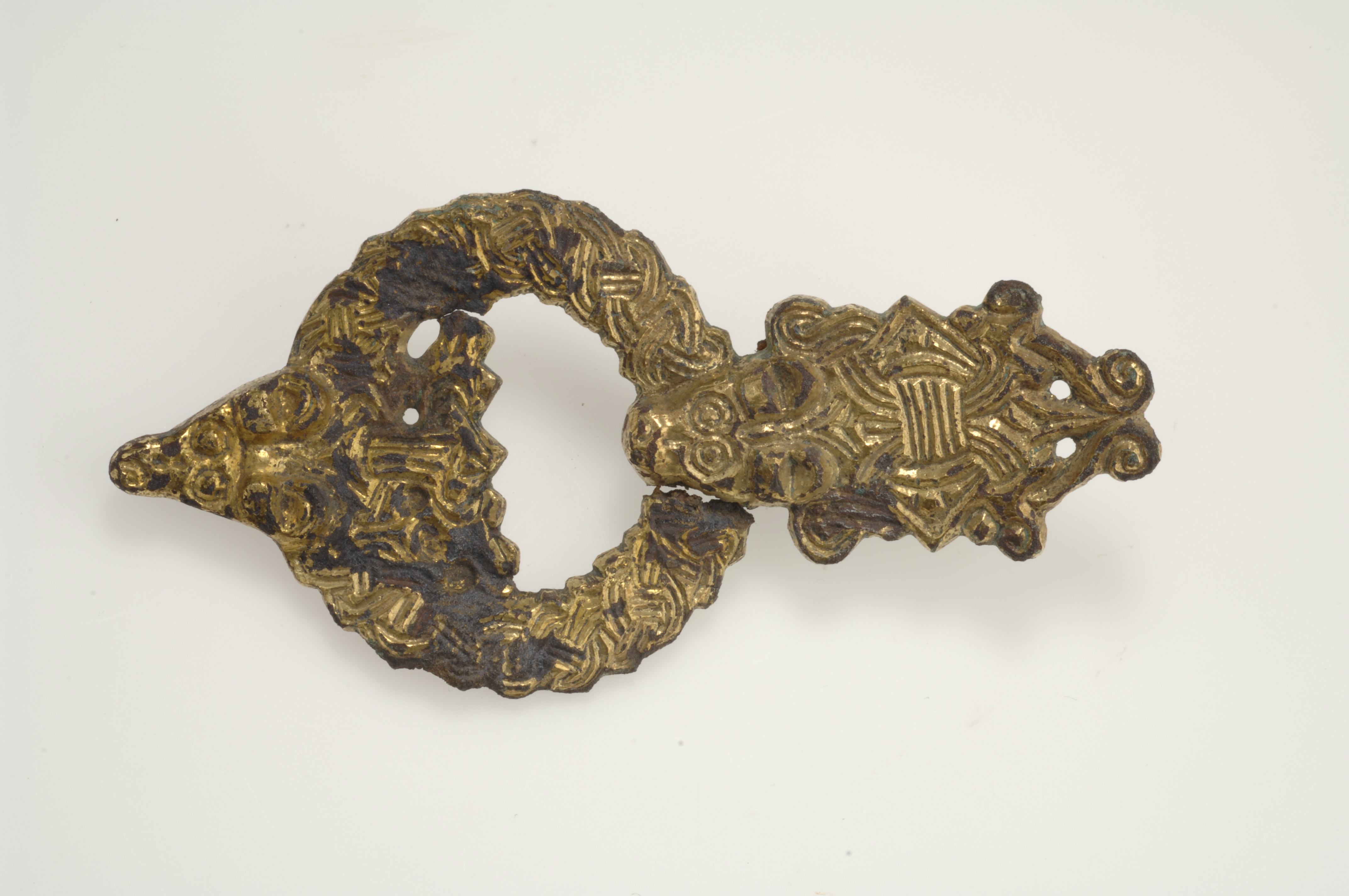
Fibel
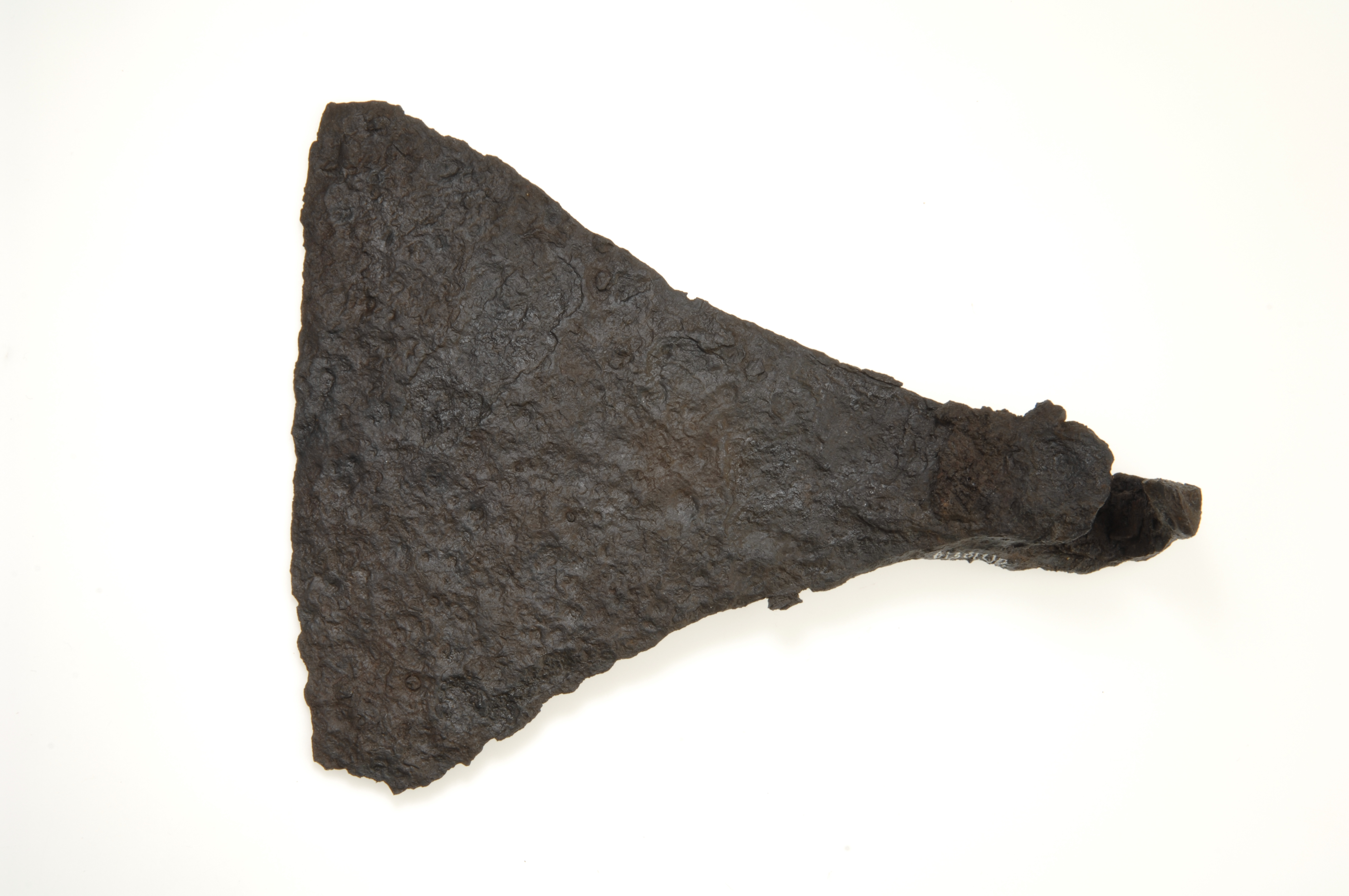
Axtkopf
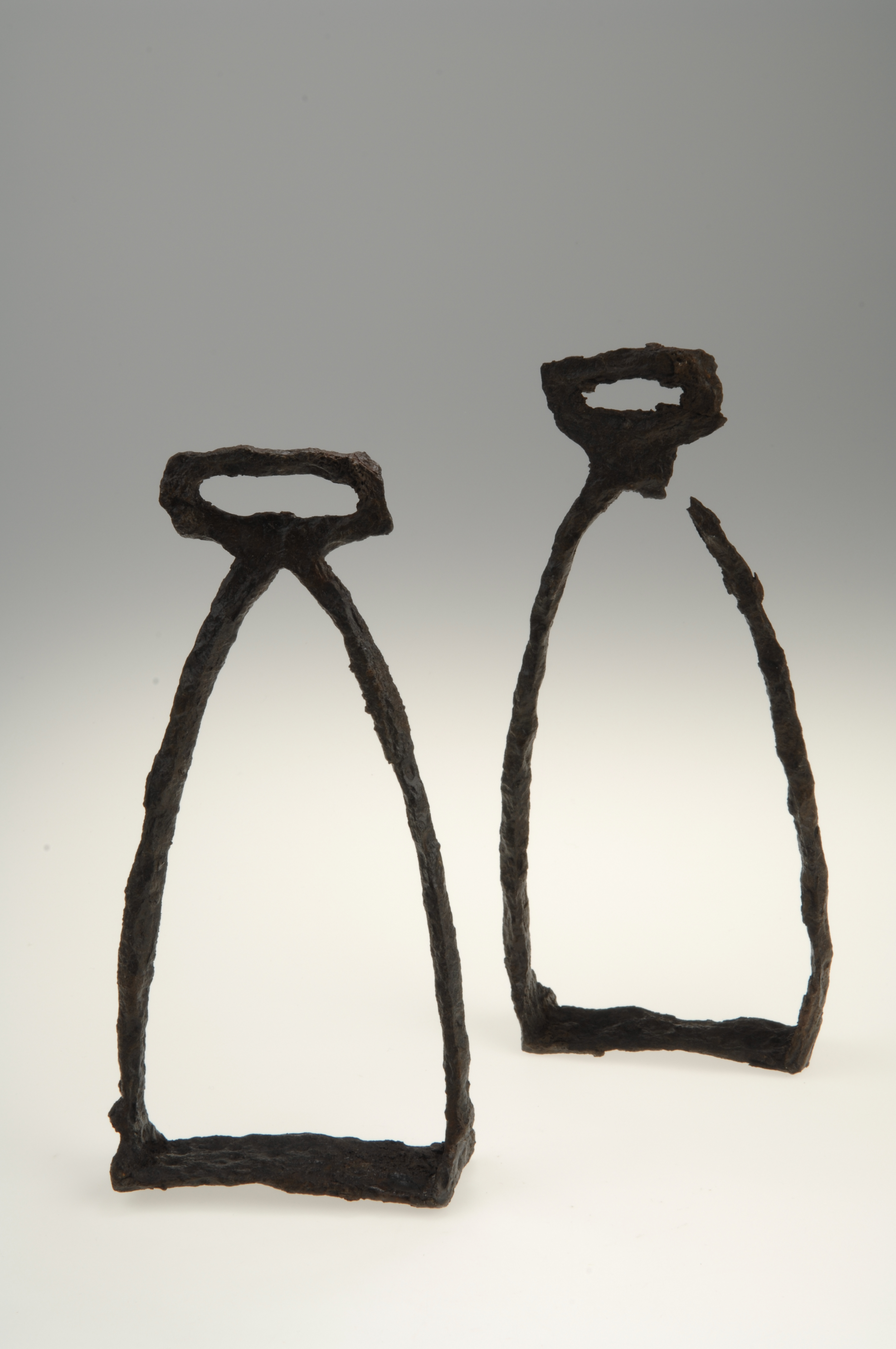
Steigbügel

## Interpretation
Der Befund der DNA-Analyse, dass das Skelett weiblich ist, wurde zusammen mit der Schlussfolgerung veröffentlicht, dass es sich um die Überreste einer Wikingerkriegerin handele. Kritik an dieser Studie wurde unter anderem von Judith Jesch geäußert.
In einer ausführlicheren Diskussion legte die Autorengruppe dar, dass die reichen Grabbeigaben auf eine Person von hohem sozialem Status hindeuten und die Geschlechtsidentität dieser Person unbekannt ist. Trotz einiger aufgeführter Unklarheiten ist ihre Interpretation eindeutig: „Unserer Meinung nach war Bj. 581 das Grab einer Frau, die als professionelle Kriegerin lebte und in einer kriegerischen Umgebung als hochrangiges Individuum bestattet wurde.“ (In our opinion, Bj.581 was the grave of a woman who lived as a professional warrior and was buried in a martial environment as an individual of rank.)
Populäre Interpretationen bringen den Grabfund mit dem Begriff Schildmaid in Verbindung, der aus der altnordischen Literatur bekannt ist und unter anderem kämpfende Frauen bezeichnet.